# Тарасова ніч
Тарасова ніч — історична поема  Тараса Шевченка, перший з творів, у якому він звернувся  до поетичного осмислення історичного минулого України. У поемі з великою силою висловлене народне розуміння минулого як героїчної доби козацької вольниці, що сприймалась як протиставлення кріпосницькому гнітові сучасної поетові України.

## Історія написання та видання поеми
Поему написано 6 листопада 1838 року в Санкт-Петербурзі. Перша відома редакція твору подана в рукописі М. Щербака, варіанти з якого використані в книжці «ПоезіЇ Т.Гр. Шевченка, заборонені в Росії» (Женева, 1890, с. 4-10). Автограф остаточної редакції поеми — у рукописному збірнику «Поезії Т. Шевченка. Том первий». Першодрук у «Кобзарі» 1840 року з присвятою Петру Мартосу. У наступних публікаціях — «Чигиринському Кобзарі» 1840 року, «Кобзарі» 1860 року та окремому виданні 1860 року Шевченко зняв присвяту.

## Історична основа твору
В основу сюжету поеми покладено історичну подію: переможну битву селянсько-козацьких повстанців, очолюваних гетьманом нереєстрових запорозьких козаків Т. Федоровичем (Трясилом ), з польсько-шляхетським військом гетьмана С. Конецпольського, яка відбулась у ніч на 25 травня 1630 року під Переяславом. У результаті нічного бою було вщент розгромлено так звану золоту роту, що складалася з родовитих шляхтичів, та захоплено обоз.